# Гуртовенко Харитон Власович
Харитон Власович Гуртовенко (28 жовтня 1886 за іншими даними 1891 — † 29 вересня 1938) — начальник штабу дивізії Дієвої армії УНР.
Походив із селянської родини с. Єрки Звенигородського повіту Київської губернії. У 1905 р. був мобілізований в армію до 176-го піхотного Переволочненського полку (Звенигородка). Перебуваючи на військовій службі, склав екстерном іспити за курс гімназії. Закінчив Тифліське військове училище (1911), служив у 117-му піхотному Ярославському полку (Рогачев). У 1914 р. витримав вступний іспит до Миколаївської військової академії, але не приступив до навчання у зв'язку з початком Першої світової війни. Брав участь у боях у складі свого полку. У 1916 р. був поступив до Військової академії Генерального штабу, закінчив два курси (1918). У 1917 р. — старший ад'ютант штабу 10-ї Сибірської стрілецької дивізії. Останнє звання у російській армії — капітан.
3 липня 1918 р. був зарахований на українську службу — на посаду начальника мобілізаційного відділу штабу 8-ї дивізії Армії Української Держави. З 3 квітня 1919 р. — начальник штабу 17-ї пішої дієвої дивізії Дієвої армії УНР. З 4 червня 1919 р. до кінця серпня 1919 р. — начальник штабу 4-ї Холмської (згодом — Сірожупанної) дивізії Дієвої армії УНР.
Восени 1919 р. повернувся в Україну, де був мобілізований до РСЧА. У 1920 р. звільнився з військової служби як інвалід. Працював у Києві у радгоспі лісових господарств. У 1931 р. був залучений на військово-викладацьку роботу, працював воєнруком електрокомбінату, кількох технікумах та інститутах. З 1932 р. — воєнрук Ніжинського педагогічного інституту. З 1933 р. — головний воєнрук навчальних закладів Ніжина. У 1937 р. звільнився з лав РСЧА, працював робітником Миронівської бурової партії «Укркомунбудтрест». 
31 травня 1938 р. був заарештований за звинуваченням у причетності до української військово-націоналістичної організації. Винним себе не визнав. 21 вересня 1938 р. був засуджений «трійкою» до розстрілу Страчений у Чернігові.